# Torrent de la Penyora
El Torrent de la Penyora és un torrent del terme municipal de Castellcir, a la comarca del Moianès.

El Torrent de la Penyora, respecte del terme de Castellcir

Es forma a ponent de l'extrem septentrional de la urbanització de la Penyora, des d'on davalla cap al sud deixant sempre a llevant aquella urbanització. Decantant-se progressivament cap a llevant, va a abocar-se en el torrent de la Casanova al Pas de la Tuna.